# UEFA Futsal Championship 2010
L'UEFA Futsal Championship 2010 è stato il 7º campionato europeo per le nazioni di calcio a 5, e si è disputato a Budapest e a Debrecen, in Ungheria, dal 19 al 30 gennaio 2010.
Un'importante innovazione nel torneo è stata l'allargamento a 12 squadre, che comportò il cambiamento della formula del torneo: invece di 2 gironi da 4 squadre, erano presenti 4 gironi da 3 squadre.

## Fase finale

### Impianti
I due impianti che sono stati utilizzati per il torneo erano la Papp László Arena a Budapest, tra i più moderni dell'Europa Centrale, e la Fönix Arena di Debrecen che ha già ospitato in passato i XXXVI Campionati mondiali di ginnastica artistica del 2002, nonché il gruppo 4 della Coppa UEFA 2008-09 di calcio a 5; la Fönix Arena è capace normalmente di 6500 posti a sedere.
| Impianto | Papp László Arena               | Főnix Arena |
| -------- | ------------------------------- | ----------- |
| Foto     | Papp László Budapest Sportaréna | Főnix Aréna |
| Città    | Budapest                        | Debrecen    |
| Capacità | 12.500                          | 8.500       |

### Squadre qualificate
| Squadra     | Così dalle qualificazioni | Precedenti apparizioni al torneo       |
| ----------- | ------------------------- | -------------------------------------- |
| Spagna      | Vincitrice gruppo 2       | 6 (1996, 1999, 2001, 2003, 2005, 2007) |
| Italia      | Vincitrice gruppo 4       | 6 (1996, 1999, 2001, 2003, 2005, 2007) |
| Russia      | Vincitrice gruppo 7       | 6 (1996, 1999, 2001, 2003, 2005, 2007) |
| Ucraina     | Vincitrice gruppo 1       | 5 (1996, 2001, 2003, 2005, 2007)       |
| Portogallo  | Vincitrice gruppo 6       | 4 (1999, 2003, 2005, 2007)             |
| Rep. Ceca   | Vincitrice gruppo 3       | 4 (2001, 2003, 2005, 2007)             |
| Belgio      | Vincitrice gruppo 5       | 3 (1996, 1999, 2003)                   |
| Serbia      | Seconda gruppo 5          | 2 (1999, 2007)                         |
| Ungheria    | Ospitante                 | 1 (2005)                               |
| Slovenia    | Seconda gruppo 7          | 1 (2003)                               |
| Bielorussia | Seconda gruppo 4          | 0 (debutto)                            |
| Azerbaigian | Seconda gruppo 6          | 0 (debutto)                            |

1. ↑  In Grassetto i vincitori di quell'anno

## Fase a gironi

### Girone A
| Squadra     | P.ti | G | V | N | P | GF | GS | DR |
| ----------- | ---- | - | - | - | - | -- | -- | -- |
| Azerbaigian | 6    | 2 | 2 | 0 | 0 | 9  | 2  | +7 |
| Rep. Ceca   | 3    | 2 | 1 | 0 | 1 | 7  | 11 | -4 |
| Ungheria    | 0    | 2 | 0 | 0 | 2 | 6  | 9  | -3 |

| Arbitri: | Massimo Cumbo Pascal Lemal Alexandr Remin |

|              |           |                                                |
| Lódi 02'16'’ | Marcatori | 00'50'’ Biro Jade 12'34'’ Serjão 16'01'’ Alves |

| Arbitri: | Alexandr Remin Bogdan Sorescu Massimo Cumbo |

|                                                                                                |           |                 |
| Biro Jade 2'45'’ Borisov 7'25'’ Serjão 10'31'’ Thiago 23'29'’ Borisov 28'45'’ Biro Jade 37'32’ | Marcatori | 26'04'’ Rešetár |

| Arbitri: | Stephan Kammerer Marcelino Blazquez Sierra Oleg Ivanov |

|                                                             |           |                                                                                  |
| Dróth 5'11'’ 24'50'’ Lódi 9'49'’ 24'02'’ Gyurcsányi 39'21'’ | Marcatori | 25'24'’ Rešetár 32'35'’ Belej 34'15'’ 38'32'’ Dlouhý 37'43'’ Frič 39'41’ Kopecký |

### Girone B
| Squadra | P.ti | G | V | N | P | GF | GS | DR |
| ------- | ---- | - | - | - | - | -- | -- | -- |
| Italia  | 6    | 2 | 2 | 0 | 0 | 8  | 2  | +6 |
| Ucraina | 3    | 2 | 1 | 0 | 1 | 6  | 6  | 0  |
| Belgio  | 0    | 2 | 0 | 0 | 2 | 2  | 8  | -6 |

| Arbitri: | Karel Henych Borut Sivic Tommi Grönman |

|                                                                  |           |  |
| Saad 01'39'’ 22'03'’ Ippoliti 22'41'’ (rig.) Baptistella 37'11'’ | Marcatori |  |

| Arbitri: | Borut Sivic Gabor Kovacs Karel Henych |

|                        |           |                                                                         |
| Bachar 17'12'’ 39'23'’ | Marcatori | 10'56'’ Zamjatin 15'30'’ Ovsyannikov 19'09'’ Legchanov 34'08'’ Pavlenko |

| Arbitri: | Pascal Fritz Edi Sunjić Ivan Shabanov |

|                                                  |           |                                    |
| Baptistella 12'03'’ 27'59'’ 30'38'’ Saad 30'07'’ | Marcatori | 22'11'’ Čepornjuk 38'09'’ Pavlenko |

### Girone C
| Squadra  | P.ti | G | V | N | P | GF | GS | DR |
| -------- | ---- | - | - | - | - | -- | -- | -- |
| Serbia   | 6    | 2 | 2 | 0 | 0 | 6  | 3  | +3 |
| Russia   | 3    | 2 | 1 | 0 | 1 | 8  | 5  | +3 |
| Slovenia | 0    | 2 | 0 | 0 | 2 | 1  | 7  | -6 |

| Arbitri: | Marcelino Blazquez Sierra Stephan Kammerer Petros Panayides |

|                                                                              |           |               |
| Čistopolov 3'35'’ 18'40'’ Pula 18'50'’ Chamadiev 23'20'’ Šajachmetov 39'37'’ | Marcatori | 36'40'’ Čujec |

| Arbitri: | Petros Panayides Oleg Ivanov Marcelino Blazquez Sierra |

|  |           |                              |
|  | Marcatori | 20'41'’ Rakić 28'16'’ Janjić |

| Arbitri: | Pascal Lemal Massimo Cumbo Bogdan Sorescu |

|                                                          |           |                                                             |
| Čistopolov 16'40'’ Maevskij 21'19'’ Perić 37'01'’ (aut.) | Marcatori | 29'30'’ Pavićević 30'22'’ Perić 31'19'’ Lazić 35'43'’ Kocić |

### Girone D
| Squadra     | P.ti | G | V | N | P | GF | GS | DR  |
| ----------- | ---- | - | - | - | - | -- | -- | --- |
| Spagna      | 6    | 2 | 2 | 0 | 0 | 15 | 2  | +13 |
| Portogallo  | 1    | 2 | 0 | 1 | 1 | 6  | 11 | -5  |
| Bielorussia | 1    | 2 | 0 | 1 | 1 | 6  | 14 | -8  |

| Arbitri: | Edi Sunjić Pascal Fritz Jacek Ligienza |

| |           |               |
| Juanra 2'18'’ 34'10'’ Kike 8'36'’ Torrás 27' 24'’ J. Rodríguez 29'31'’ 30'15'’ 39'15'’ Ortiz 31'37'’ Lin 36'52'’ | Marcatori | 07'54'’ Levus |

| Arbitri: | Jacek Ligienza Ivan Shabanov Edi Sunjić |

|                                                                        |           |                                                             |
| Cardinal 6'38'’ 36'06'’ Queirós 13'15'’ 31'47'’ (rig.) Arnaldo 38'51'’ | Marcatori | 16'37'’ Černik 25'04'’ 29'45'’ 39'59'’ Papoŭ 31'28'’ Gayduk |

| Arbitri: | Tommi Grönman Karel Henych Gabor Kovacs |

|                                                                                  |           |                |
| Torrás 14'06'’ 15'42'’ Juanra 23'31'’ Kike 29'07'’ Fernandão 31'33'’ Lin 38'30'’ | Marcatori | 5'46'’ Arnaldo |

## Fase a eliminazione diretta
|  | Quarti di finale  | Quarti di finale |             |           | Semifinali                | Semifinali                |  |  | Finale     | Finale |
|  |                   |                  |             |           |                           |                           |  |  |            |        |
|  | 25 gennaio        |                  |             |           |                           |                           |  |  |            |        |
|  |                   |                  |             |           |                           |                           |  |  |            |        |
|  | Azerbaigian (dcr) | 3 (4)            |             |           |                           |                           |  |  |            |        |
|  | Azerbaigian (dcr) | 3 (4)            | 28 gennaio  |           |                           |                           |  |  |            |        |
|  | Ucraina           | 3 (2)            |             |           |                           |                           |  |  |            |        |
|  | Ucraina           | 3 (2)            | Azerbaigian | 3 (3)     |                           |                           |  |  |            |        |
|  | 26 gennaio        |                  | Azerbaigian | 3 (3)     |                           |                           |  |  |            |        |
|  |                   | Portogallo (dcr) | 3 (5)       |           |                           |                           |  |  |            |        |
|  | Serbia            | Portogallo (dcr) | 3 (5)       | 1         |                           |                           |  |  |            |        |
|  | Serbia            |                  | 30 gennaio  | 1         |                           |                           |  |  |            |        |
|  | Portogallo        | 5                |             |           |                           |                           |  |  |            |        |
|  | Portogallo        | 5                | Portogallo  | 2         |                           |                           |  |  |            |        |
|  | 25 gennaio        |                  | Portogallo  | 2         |                           |                           |  |  |            |        |
|  |                   | Spagna           | 4           |           |                           |                           |  |  |            |        |
|  | Rep. Ceca (dcr)   | Spagna           | 4           | 3 (3)     |                           |                           |  |  |            |        |
|  | Rep. Ceca (dcr)   | 28 gennaio       |             | 3 (3)     |                           |                           |  |  |            |        |
|  | Italia            | 3 (1)            |             |           |                           |                           |  |  |            |        |
|  | Italia            | 3 (1)            | Rep. Ceca   | 1         | Finale per il terzo posto | Finale per il terzo posto |  |  |            |        |
|  | 26 gennaio        |                  | Rep. Ceca   | 1         | Finale per il terzo posto | Finale per il terzo posto |  |  |            |        |
|  |                   | Spagna           | 8           |           |                           |                           |  |  |            |        |
|  | Spagna (dcr)      | Spagna           | 8           | 0 (7)     | Azerbaigian               | 3                         |  |  |            |        |
|  | Spagna (dcr)      |                  |             | 0 (7)     | Azerbaigian               | 3                         |  |  |            |        |
|  | Russia            | 0 (6)            |             | Rep. Ceca | 5                         |                           |  |  |            |        |
|  | Russia            | 0 (6)            |             |           | 5                         |                           |  |  |            |        |
|  |                   |                  |             |           |                           |                           |  |  | 30 gennaio |        |
|  |                   |                  |             |           |                           |                           |  |  |            |        |

### Quarti di finale
| Arbitri: | Oleg Ivanov Petros Panayides Pascal Lemal |

|                                    |                      |                                                    |
| Duarte 5'15'’ Saad 17'45'’ 32'47'’ | Marcatori            | 7'07'’ Kopecký 23'05'’ Sláma 27'27'’ (aut.) Duarte |
| Saad Bacaro Nora Duarte            | Tiri di rigore 1 – 3 | Kopecký Dlouhý Rešetár Frič                        |

| Arbitri: | Ivan Shabanov Tommi Grönman Stephan Kammerer |

|                                        |                      |                                         |
| Fərzəliyev 3’ Thiago 18’ Biro Jade 25’ | Marcatori            | 1’ Romanov 11’ Čepornjuk 34’ Kondratyuk |
| Serjão Thiago Biro Jade Fərzəliyev     | Tiri di rigore 4 – 2 | Zamjatin Romanov Pavlenko Čepornjuk     |

| Arbitri: | Pascal Fritz Edi Sunjić Bogdan Sorescu |

|                                                                      |                      |                                                                |
| Pula Maevskij Cirilo Abyshev Šajachmetov Sergeev Fukin Timoshchenkov | Tiri di rigore 6 – 7 | Daniel Kike Álvaro Torrás J. Rodríguez Juanra Blanco Fernandão |

| Arbitri: | Gábor Kovács Marcelino Blazquez Sierra Borut Sivic |

|                 |           |                                                                        |
| Bojović 36'05'’ | Marcatori | 12'58'’ 29'22’ Queirós 22'15'’ Cardinal 33'23'’ Leitão 38'02'’ Arnaldo |

### Semifinali
| Arbitri: | Borut Sivic Pascal Lemal Stephan Kammerer |

|                                                |                      |                                                |
| Thiago 7'40'’ Felipe 17'13'’ Biro Jade 28'48'’ | Marcatori            | 9'43'’ Cardinal 27'27'’ Matos 28'02'’ P. Costa |
| Serjão Thiago Biro Jade Fərzəliyev             | Tiri di rigore 3 – 5 | Queirós Cardinal Leitão P. Costa G. Alves      |

| Arbitri: | Ivan Shabanov Oleg Ivanov Tommi Grönman |

|                |           | |
| Dlouhý 38'31'’ | Marcatori | 4'32'’ J. Rodríguez 6'19'’ 16'16'’ Ortiz 19'11'’ Amado 25'54'’ Blanco 32'04'’ Fernandão 36'17'’ 38'14'’ Daniel |

### Finale 3º posto
| Arbitri: | Oleg Ivanov Borut Sivic Tommi Grönman |

|                                                                                       |           |                                                 |
| Belej 00'27'’ Sláma 23'01'’ Fərzəliyev 25'53'’ (aut.) Novotný 35'22'’ Kopecký 39'51'’ | Marcatori | 7'44'’ Borisov 18'45'’ Serjão 37'17'’ Fərəczadə |

### Finale
| Arbitri: | Massimo Cumbo Gabor Kovacs Stephan Kammerer |

|                                  |           |                                                              |
| G. Alves 37'49'’ Queirós 38'28'’ | Marcatori | 8'16'’ Ortiz 12'02'’ J. Rodríguez 35'38'’ Lin 39'38'’ Daniel |

## Campione
SPAGNA
(5º titolo)

## Classifica finale
|   | Spagna      |
|   | Portogallo  |
|   | Rep. Ceca   |
| 4 | Azerbaigian |
| 5 | Russia      |
| 5 | Italia      |
| 5 | Ucraina     |
| 5 | Serbia      |
| 9 | Bielorussia |
| 9 | Ungheria    |
| 9 | Belgio      |
| 9 | Slovenia    |

## Statistiche del torneo

### Classifica marcatori
| Giocatore           | Nazione                | Gol |
| ------------------- | ---------------------- | --- |
| Biro Jade           | Azerbaigian (bandiera) | 5   |
| Javier Rodríguez    | Spagna (bandiera)      | 5   |
| Joel Queirós        | Portogallo (bandiera)  | 5   |
| Saad Assis          | Italia (bandiera)      | 5   |
| Clayton Baptistella | Italia (bandiera)      | 4   |
| Fernando Cardinal   | Portogallo (bandiera)  | 4   |
| Carlos Ortiz        | Spagna (bandiera)      | 4   |
| Arnaldo Pereira     | Portogallo (bandiera)  | 3   |
| Pavel Čistopolov    | Russia (bandiera)      | 3   |
| Daniel              | Spagna (bandiera)      | 3   |
| Martin Dlouhý       | Rep. Ceca (bandiera)   | 3   |
| Juanra              | Spagna (bandiera)      | 3   |
| Marek Kopecký       | Rep. Ceca (bandiera)   | 3   |
| Lin                 | Spagna (bandiera)      | 3   |
| Serjão              | Azerbaigian (bandiera) | 3   |
| Tamás Lódi          | Ungheria (bandiera)    | 3   |
| Aljaksej Papoŭ      | Bielorussia (bandiera) | 3   |
| Thiago Paz          | Azerbaigian (bandiera) | 3   |
| Jordi Torrás        | Spagna (bandiera)      | 3   |

## Premi
Scarpa d'Oro adidas
 Biro Jade

 Javier Rodríguez
Golden Player
 Javier Rodríguez